# توآ آلتا، پورتوریکو
توآ آلتا (به انگلیسی: Toa Alta) یک منطقهٔ مسکونی در ایالات متحده آمریکا است که در پورتوریکو واقع شده‌است.
 توآ آلتا ۷۱٫۰۸ کیلومتر مربع مساحت و ۷۴٬۰۶۶ نفر جمعیت دارد و ۷۲ متر بالاتر از سطح دریا واقع شده‌است.